# Паола Вукојичић
Паола Вукојичић (шп. Paola Vukojicic; Буенос Ајрес, 28. август 1974) је бивша аргентинска хокејашица на трави, која је играла на месту голмана.

## Биографија
Паола Вукојичић је рођена 28. августа 1974. године у Буенос Ајресу. Њен отац, Живојин Жико Вукојичић, је као шестогодишњак 1949. године напустио Београд и емигрирао у Аргентину. Женио се два пута, из првог брака има сина Ивана и ћерку Паолу, из другог сина Томаса. Једном приликом, Паола је са њим посетила своју родбину у Београду. Умро је у Буенос Ајресу  2007. године, а опело поводом смрти је одржано у руској православној цркви Свете Тројице у Буенос Ајресу.

## Каријера
Хокеј на трави је почела да игра са 14 година у клубу Сан Исидро, где је у почетку играла на месту нападача. Својим играма изборила је место у аргентинској репрезентацији, са којом је 1999. године на Панамеричким играма у Винипегу освојила златну медаљу. Следеће године учествује на Олимпијским играма у Сиднеју где осваја сребрну медаљу. Исте године, заједно са остатком репрезентације, добитник је награде Olimpia de Oro, која се додељује најбољим аргентинским спортистима године. У 2001. години осваја злато на Трофеју шампиона у Амстелвену, а наредне године постаје првак света у хокеју на трави у Перту и осваја сребро на Трофеју шампиона у Макау.
На Олимпијски играма у Атини 2004. године, осваја своју другу олимпијску медаљу, бронзану. Исте године у Росариу је трећа са репрезентацијом у Трофеју шампиона. На Светском првенству у Мадриду 2006. осваја треће место, а наредне године златну медаљу на Панамеричким играма у Рио де Жанеиру и друго место у Трофеју шампиона у аргентинском Килмесу. У 2008. години осваја бронзану медаљу на Олимпијским играма у Пекингу и Трофеју шампиона у Менхенгладбаху.